# Smrtná koncentrace
Smrtná koncentrace (Lethal concentration, zkratka LC) je jedna z metod objektivního označení toxicity látky. 
Hodnota LC označuje koncentraci látky ve vdechovaném vzduchu, která po stanovené době způsobí smrt daného procenta určeného druhu zvířat.
Při popisu vlastností chemických sloučenin se užívá tohoto označení:
LCXy
kde: 
- X – označuje, kolik ze 100 testovacích zvířat následkem vdechování dané koncentrace uhynulo,
- y – označuje druh zvířat, na kterých byl test proveden.

Např.: LC100mouse – označuje koncentraci, při které uhynulo všech 100 myší.
Hodnota LC se udává v gramech nebo miligramech na metr krychlový vdechovaného vzduchu, případně v ppm.